# Allianz Parque
El Allianz Parque es un estadio de fútbol inaugurado en 2014 tras la demolición del Estadio Palestra Itália en 2010. El mismo es propiedad de la Sociedade Esportiva Palmeiras, club que disputa sus partidos de local en él. Es un estadio con capacidad para 55 000 personas sentadas.

## Historia
La transformación del antiguo Estadio Palestra Itália fue resultado de un acuerdo alcanzado entre el Palmeiras y la empresa WTorre Properties/Arenas, del Grupo WTorre. Dicha empresa administrará el estadio durante 30 años sin afectarle al Palmeiras la plena participación de los ingresos de los partidos durante ese período. Según el contrato, los gastos fijos por el uso del complejo correrán a cargo del grupo empresarial. WTorre ha contratado un especialista en la administración de la infraestructura con el fin de que los porcentajes de recaudación por patrocinios, espectáculos, entre otras cosas, sean correctamente distribuidos para que el club, una vez transcurridos los 30 años, posea la propiedad total del estadio.

## Eventos
- La banda inglesa Coldplay tocó el 7 y 8 de noviembre de 2017 en este recinto como parte de su exitosa gira A Head Full of Dreams Tour. El concierto del 8 de noviembre fue grabado y editado para posteriormente ser lanzado digitalmente y en DVD.
- La cantante colombiana Shakira se presentó el 21 de octubre de 2018, y brindó un show de su gira El Dorado World Tour.
- La cantante Katy Perry se presentó el 17 de marzo de 2018 como parte de su cuarta gira mundial Witness: The Tour en su etapa por Sudamérica.
- La cantante estadounidense Ariana Grande se presentó el 25 de octubre de 2015 en el último show de su primera gira mundial The Honeymoon Tour.
- El cantante inglés Passenger se presentó el 13 y 14 de febrero de 2019 como parte de su gira Runaway Tour.
- Convención internacional HINODE 15 y 16 de diciembre de 2018.
- La agrupación BTS se presentó en su gira Love Yourself: Speak Yourself el 25 y 26 de mayo de 2019.
- La cantante estadunidense Ariana Grande se presentó en su Dangerous Woman Tour el 1 de julio de 2017.
- Marília Mendonça e Maiara & Maraísa apresentam mega turnê Festival das Patroas. 6 de outubro 2021.
- El grupo de pop mexicano RBD se presentó los días 16, 17, 18 y 19 de noviembre de 2023 como parte de su gira de reencuentro Soy Rebelde Tour
- La cantante estadounidense Taylor Swift se presentó los días 24, 25 y 26 de noviembre de 2023 como parte de su gira The Eras Tour.
- La agrupación TWICE se presentó los días 6 y 7 de febrero de 2024 como parte de su gira Ready to Be World Tour.
- El cantante inglés Paul McCartney se presentará en su gira Got Back Tour los días 15 y 16 de octubre de 2024.